# مؤشر أولوية باريتو
يسمى مؤشر أولوية باريتو (PPI) بهذا الاسم بسبب علاقته بـمبدأ باريتو، والذي بدوره سُمِّيَ بهذا الاسم نسبةً لعالم الاقتصاد فيلفريدو باريتو، ويستخدم مؤشر أولوية باريتو في وضع أولويات مشروعات (تحسين الجودة) المختلفة. ويستخدم بشكل خاص في أوساط مشروعات سيجما ستة. وكانت شركة إي تي آند تي للاتصالات هي أول من وضع هذا المؤشر.[بحاجة لمصدر]
ويتم حساب مؤشر أولوية باريتو كما يلي:
{\displaystyle {\text{PPI}}={\frac {{\text{savings}}\times {\text{probability of success}}}{{\text{cost}}\times {\text{time of completion}}}}}
ويدل مؤشر أولوية باريتو المرتفع على أولوية عالية للمشروع.